# Lili Reinhart
Lili Pauline Reinhart (Cleveland, Ohio, 13 de septiembre de 1996) es una actriz y productora estadounidense. Es conocida por interpretar al personaje de Betty Cooper en la serie dramática para adolescentes de The CW; Riverdale, trabajo que la ha hecho acreedora de siete galardones en los Teen Choice Awards. También es conocida por interpretar a Annabelle en la película de drama criminal de comedia negra de Lorene Scafaria; Estafadoras de Wall Street (2019). En 2020, interpretó a Grace Town en Chemical Hearts, una adaptación cinematográfica de la novela Our Chemical Hearts de Krystal Sutherland.

## Primeros años
Reinhart nació en Cleveland, Ohio, y se crio en la cercana ciudad de Bay Village. Ella es de ascendencia alemana y francesa y ha declarado que su apellido es de origen alemán. Desarrolló un amor por el canto, la actuación y el baile a la edad de 10 años, y le pidió a su madre que la llevara a la ciudad de Nueva York para las audiciones. Reinhart se mudó a Los Ángeles cuando tenía 18 años para dedicarse a la actuación y casi se da por vencida después de cinco meses.

## Carrera

### 2010-2018: Primeros papeles yRiverdale

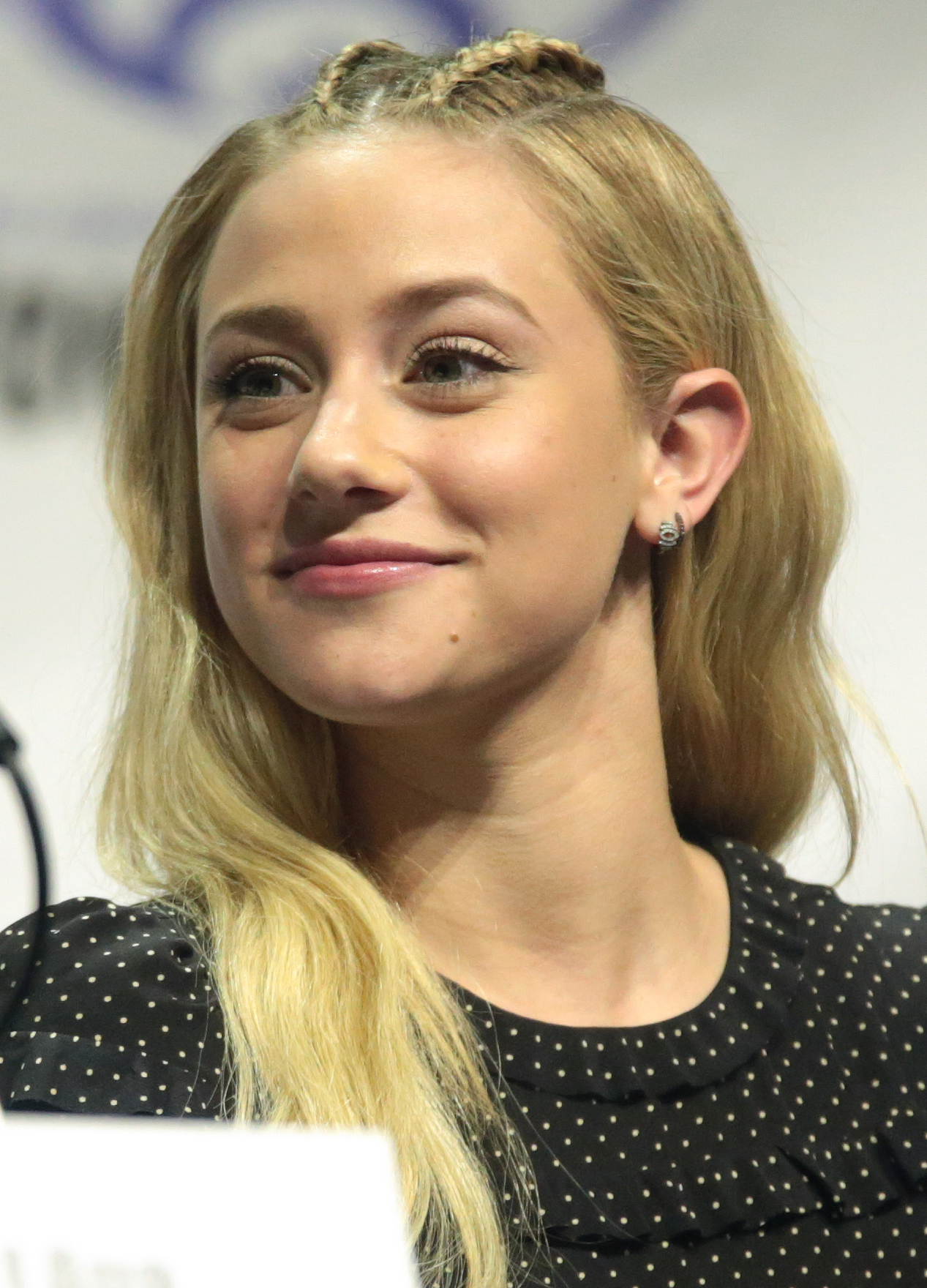
Reinhart en la Comic-Con de San Diego en 2017 por Riverdale.

Reinhart protagonizó el piloto de televisión de Scientastic! (2010) y fue invitada en la serie de televisión Law & Order: Special Victims Unit (2011). También protagonizó las películas Lilith (2011), Not Waving But Drowning (2012), The Kings of Summer (2013), Gibsonburg (2013), Forever's End (2013), Miss Stevens (2016) y The Good Neighbor (2016). En 2014, tuvo un papel recurrente en la serie de televisión de comedia de Fox; Surviving Jack, donde interpretó a Heather.
El 9 de febrero de 2016, Reinhart interpretó a Betty Cooper en la serie de televisión dramática para adolescentes de The CW; Riverdale, basada en los personajes de Archie Comics. El creador de la serie, Roberto Aguirre-Sacasa, originalmente buscó a Kiernan Shipka para el papel después de ver su trabajo en Mad Men. Reinhart adicionó dos veces para el papel, primero envió una cinta de audición desde su casa en Carolina del Norte antes de aparecer en persona un mes después. La serie se estrenó el 26 de enero de 2017, y en febrero de 2021 se renovó por una sexta temporada. Por su trabajo en la serie, recibió dos premios en los Teen Choice Awards de 2017, incluyendo el de Estrella Revelación en Televisión. En 2018, ganó nuevamente en dicha premiación, llevándose un total de tres galardones, incluyendo el de Mejor Actriz de Televisión Dramática, el cual volvió a ganar por segundo año consecutivo en 2019, donde se llevó dos estatuillas para un total de siete en solo tres años.
En 2017, Reinhart fue elegido para Galveston, basado en la novela homónima de 2010 de Nic Pizzolatto. En la película, dirigida por Mélanie Laurent, Reinhart interpreta a Tiffany, que fue dada en adopción cuando era niña. La película se estrenó en South by Southwest el 10 de marzo de 2018, y recibió un estreno teatral limitado a través de RLJE Films el 19 de octubre de 2018. Galveston recibió críticas mixtas y recaudó solo $190,320 en taquilla.

### 2019-presente: Crecimiento actoral
Reinhart se unió a Constance Wu y Jennifer Lopez en Estafadoras de Wall Street de Lorene Scafaria en marzo de 2019. Reinhart interpretó a Annabelle, "la bebé del grupo", una ex-estríper que se une a Ramona y su equipo para drogar y robar a su clientela de Wall Street. Reinhart describió la estética de su personaje como "la puta Hannah Montana". Una mordaza muestra a Annabelle vomitando en momentos de estrés, y el vómito falso estaba hecho de galletas de animales y Sprite. Estafadoras de Wall Street se estrenó en el Festival Internacional de Cine de Toronto el 7 de septiembre de 2019, y se estrenó en cines en los Estados Unidos la semana siguiente. La película recibió críticas positivas y recaudó 157,6 millones de dólares en todo el mundo. El mismo año, Reinhart hizo un cameo durante la escena de mitad de créditos de Charlie's Angels (2019) de Elizabeth Banks.
En junio de 2019, se anunció que Reinhart interpretaría a la protagonista femenina de la película de drama romántico, Chemical Hearts de Amazon Studios, escrita y dirigida por Richard Tanne y basada en la novela Our Chemical Hearts de Krystal Sutherland de 2016. Reinhart interpretó a Grace Town, una estudiante de último año de secundaria con discapacidad física que se enamora del periodista escolar Henry Page. Además de protagonizar, Chemical Hearts fue el primer crédito de productora ejecutiva de Reinhart. La película fue lanzada el 21 de agosto de 2020 en Amazon Prime Video y recibió críticas mixtas. En mayo de 2020, Reinhart expresó a Bella-Ella, "una ... rica [niña] snob" en el episodio de Los Simpson, «The Hateful Eight-Year-Olds».

#### Próximos proyectos
En marzo de 2021, se anunció que Reinhart protagonizaría Plus/Minus de Wanuri Kahiu. Reinhart interpretará a Natalie, una estudiante universitaria cuya vida diverge en dos realidades paralelas en vísperas de su graduación universitaria. En una realidad, queda embarazada y debe navegar la maternidad como adulta joven; en el otro, se muda a Los Ángeles para seguir su carrera. Además de protagonizar la película, Plus/Minus será el segundo crédito de productor ejecutivo de Reinhart. En junio del mismo año, la productora de Reinhart, Small Victory Productions, firmó un acuerdo con Amazon Studios. Small Victory Productions desarrollará contenido original y adaptado para cine y televisión con un enfoque en contenido moderno para adultos jóvenes que celebre la diversidad y la inclusión, además de apoyar nuevas voces.

## Otras empresas
En octubre de 2019, Reinhart fue anunciado como embajador de American Express para el relanzamiento de su AmexGreen Card. Ese mismo mes, Reinhart se convirtió en portavoz y embajador de CoverGirl. En septiembre de 2020, Reinhart publicó un libro de poesía titulado Swimming Lessons: Poems. El libro explora temas como "amor joven, ansiedad, depresión, fama y desamor". Durante la semana del 18 de octubre de 2020, Swimming Lessons: Poems debutó en el puesto número 2 en Lista de los más vendidos The New York Times para la ficción comercial de bolsillo.

## Vida personal
Reinhart es cristiana. Practica la meditación y se está entrenando para ser sanadora de reiki. A Reinhart se le diagnosticó depresión a los 14 años. También sufre de ansiedad y dismorfia corporal. Reinhart mantuvo una relación sentimental con su coestrella de Riverdale, Cole Sprouse de 2017 a 2020. En junio de 2020, se declaró bisexual a través de sus historias de la red social Instagram.En 2024 anunció en redes sociales que había sido diagnosticada con alopecia.

## Filmografía

### Cine
| Año  | Título                     | Papel         | Notas                        | Ref.          |
| ---- | -------------------------- | ------------- | ---------------------------- | ------------- |
| 2010 | For Today                  | Rachel        | Cortometraje                 |               |
| 2011 | The Most Girl Part of Girl | Amy           | Cortometraje                 |               |
| 2011 | Lilith                     | Lilith Wilson |                              | [ 9 ]         |
| 2012 | Not Waving But Drowning    | Amy           |                              | [ 10 ]        |
| 2013 | The Kings of Summer        | Vicki         |                              | [ 10 ]        |
| 2013 | The First Hope             | Karen         | Cortometraje                 | [ 10 ]        |
| 2013 | Gibsonburg                 | Kathy Colaner |                              | [ 59 ] [ 60 ] |
| 2013 | Forever's End              | Lili White    |                              | [ 10 ] [ 61 ] |
| 2016 | Miss Stevens               | Margot Jensen |                              | [ 10 ] [ 62 ] |
| 2016 | The Good Neighbor          | Ashley        |                              | [ 10 ] [ 63 ] |
| 2018 | Galveston                  | Tiffany       |                              | [ 10 ] [ 19 ] |
| 2019 | Estafadoras de Wall Street | Annabelle     |                              | [ 24 ] [ 64 ] |
| 2019 | Charlie's Angels           | Angel Recruit | Cameo                        | [ 32 ]        |
| 2020 | Chemical Hearts            | Grace Town    | También productora ejecutiva | [ 33 ] [ 35 ] |
| 2022 | Look Both Ways             | Natalie       | Protagonista                 | [ 65 ] [ 66 ] |
| 2026 | La hipótesis del amor      | Olive Smith   | También productora ejecutiva | [ 67 ]        |

### Televisión
| Año       | Título                            | Papel             | Notas                                   | Ref.   |
| --------- | --------------------------------- | ----------------- | --------------------------------------- | ------ |
| 2010      | Scientastic!                      | Leah              | Episodio: «Sticks and Stones»           | [ 9 ]  |
| 2011      | Law & Order: Special Victims Unit | Courtney Lane     | Episodio: «Lost Traveller»              | [ 9 ]  |
| 2014      | Surviving Jack                    | Heather Blumeyer  | 6 episodios                             | [ 12 ] |
| 2015      | Cocked                            | Marguerite Paxson | Telefilme                               | [ 12 ] |
| 2017-2023 | Riverdale                         | Betty Cooper      | Elenco principal                        | [ 13 ] |
| 2020      | One World: Together at Home       | Ella misma        | Especial de televisión                  | [ 68 ] |
| 2020      | Los Simpsons                      | Bella-Ella (voz)  | Episodio: «The Hateful Eight-Year-Olds» | [ 69 ] |

## Discografía
| Título | Año  | Álbum |
| --- | ---- | --- |
| "Jigsaw" | 2013 | Forever's End                                                                                            |
| "In" (con Riverdale elenco) | 2018 | Riverdale: Special Episode – Carrie the Musical (Banda Sonora de Televisión Original)                    |
| "Do Me a Favor" (con KJ Apa, Camila Mendes, Jordan Calloway)                                                                                                  | 2018 | Riverdale: Special Episode – Carrie the Musical (Banda Sonora de Televisión Original)                    |
| "The World According to Chris" (con Camila Mendes, Vanessa Morgan, Shannon Purser)                                                                            | 2018 | Riverdale: Special Episode – Carrie the Musical (Banda Sonora de Televisión Original)                    |
| "You Shine" (con KJ Apa, Lili Reinhart and Camila Mendes) | 2018 | Riverdale: Special Episode – Carrie the Musical (Banda Sonora de Televisión Original)                    |
| "A Night We'll Never Forget" (con Riverdale elenco) | 2018 | Riverdale: Special Episode – Carrie the Musical (Banda Sonora de Televisión Original)                    |
| "Mad World" (con KJ Apa, Camila Mendes) | 2018 | Riverdale: Temporada 2 (Banda Sonora de Televisión Original)                                             |
| "Beautiful" (con Riverdale elenco) | 2019 | Riverdale: Special Episode – Heathers the Musical (Banda Sonora de Televisión Original)                  |
| "Candy Store" (con Madelaine Petsch, Camila Mendes, Vanessa Morgan, Bernadette Beck)                                                                          | 2019 | Riverdale: Special Episode – Heathers the Musical (Banda Sonora de Televisión Original)                  |
| "Big Fun" (con Riverdale elenco) | 2019 | Riverdale: Special Episode – Heathers the Musical (Banda Sonora de Televisión Original)                  |
| "Seventeen" (con Cole Sprouse, Vanessa Morgan, Madelaine Petsch)                                                                                              | 2019 | Riverdale: Special Episode – Heathers the Musical (Banda Sonora de Televisión Original)                  |
| "Seventeen (Reprise)" (con Riverdale elenco) | 2019 | Riverdale: Special Episode – Heathers the Musical (Banda Sonora de Televisión Original)                  |
| "Dream Warriors" (with KJ Apa, Ashleigh Murray, Camila Mendes)                                                                                                | 2019 | Riverdale: Season 3 (Original Television Soundtrack)                                                     |
| "Wicked Little Town" (con Riverdale elenco) | 2020 | Riverdale: Special Episode – Hedwig and the Angry Inch the Musical (Banda Sonora de Televisión Original) |
| "Random Number Generation" (con Riverdale elenco) | 2020 | Riverdale: Special Episode – Hedwig and the Angry Inch the Musical (Banda Sonora de Televisión Original) |
| "Wig in a Box" (con Madelaine Petsch, Camila Mendes, Vanessa Morgan, Casey Cott)                                                                              | 2020 | Riverdale: Special Episode – Hedwig and the Angry Inch the Musical (Banda Sonora de Televisión Original) |
| "Exquisite Corpse" (con K.J. Apa, Camila Mendes, Cole Sprouse)                                                                                                | 2020 | Riverdale: Special Episode – Hedwig and the Angry Inch the Musical (Banda Sonora de Televisión Original) |
| "The Origin of Love" (con K.J. Apa, Camila Mendes, Cole Sprouse)                                                                                              | 2020 | Riverdale: Special Episode – Hedwig and the Angry Inch the Musical (Banda Sonora de Televisión Original) |
| "Wicked Little Town (Reprise)" (con K.J. Apa) | 2020 | Riverdale: Special Episode – Hedwig and the Angry Inch the Musical (Banda Sonora de Televisión Original) |
| "Midnight Radio" (con Riverdale elenco) | 2020 | Riverdale: Special Episode – Hedwig and the Angry Inch the Musical (Banda Sonora de Televisión Original) |
| "Just Another Day" (con Mädchen Amick, Jacquie Lee, Tyson Ritter)                                                                                             | 2021 | Riverdale: Special Episode – Next to Normal the Musical (Banda Sonora de Televisión Original)            |
| "I Miss the Mountains" (con Mädchen Amick) | 2021 | Riverdale: Special Episode – Next to Normal the Musical (Banda Sonora de Televisión Original)            |
| "Everything Else" (con Mädchen Amick, Jacquie Lee) | 2021 | Riverdale: Special Episode – Next to Normal the Musical (Banda Sonora de Televisión Original)            |
| "It's Gonna Be Good" (con Mädchen Amick, Jacquie Lee, Tyson Ritter)                                                                                           | 2021 | Riverdale: Special Episode – Next to Normal the Musical (Banda Sonora de Televisión Original)            |
| "She's Not Here" | 2021 | Riverdale: Special Episode – Next to Normal the Musical (Banda Sonora de Televisión Original)            |
| "I Am the One" (con Jacquie Lee, Tyson Ritter) | 2021 | Riverdale: Special Episode – Next to Normal the Musical (Banda Sonora de Televisión Original)            |
| "I've Been" (con Casey Cott) | 2021 | Riverdale: Special Episode – Next to Normal the Musical (Banda Sonora de Televisión Original)            |
| "Make Up Your Mind / Catch Me I'm Falling" (con Camila Mendes, Vanessa Morgan, Casey Cott)                                                                    | 2021 | Riverdale: Special Episode – Next to Normal the Musical (Banda Sonora de Televisión Original)            |
| "A Promise" | 2021 | Riverdale: Special Episode – Next to Normal the Musical (Banda Sonora de Televisión Original)            |
| "Maybe (Next to Normal)" (con Mädchen Amick) | 2021 | Riverdale: Special Episode – Next to Normal the Musical (Banda Sonora de Televisión Original)            |
| "Light" (con KJ Apa, Camila Mendes, Mädchen Amick, Casey Cott, Vanessa Morgan, Madelaine Petsch, Drew Ray Tanner, Erinn Westbrook, Ryan Robbins, Kyra Leroux) | 2021 | Riverdale: Special Episode – Next to Normal the Musical (Banda Sonora de Televisión Original)            |

## Publicaciones
- Swimming Lessons: Poems (29 de septiembre de 2020)
- September Love (3 de noviembre de 2020) (coescrito con Lang Leav)

## Premios y nominaciones
| Año  | Premios                      | Nominada por | Categoría                                                  | Resultado | Ref.   |
| ---- | ---------------------------- | ------------ | ---------------------------------------------------------- | --------- | ------ |
| 2017 | Teen Choice Awards           | Riverdale    | Estrella de televisión revelación                          | Ganadora  | [ 2 ]  |
| 2017 | Teen Choice Awards           | Riverdale    | Mejor relación de televisión (compartido con Cole Sprouse) | Ganadora  | [ 2 ]  |
| 2018 | Premios Saturn               | Riverdale    | Mejor actor/actriz joven                                   | Nominada  | [ 77 ] |
| 2018 | Teen Choice Awards           | Riverdale    | Mejor actriz de televisión de drama                        | Ganadora  | [ 3 ]  |
| 2018 | Teen Choice Awards           | Riverdale    | Mejor beso (compartido con Cole Sprouse)                   | Ganadora  | [ 3 ]  |
| 2018 | Teen Choice Awards           | Riverdale    | Mejor relación (compartido con Cole Sprouse)               | Ganadora  | [ 3 ]  |
| 2019 | People's Choice Awards       | Riverdale    | La estrella femenina de televisión del 2019                | Nominada  | [ 78 ] |
| 2019 | People's Choice Awards       | Riverdale    | La estrella de televisión de drama del 2019                | Nominada  | [ 78 ] |
| 2019 | Teen Choice Awards           | Riverdale    | Mejor relación (compartido con Cole Sprouse)               | Ganadora  | [ 4 ]  |
| 2019 | Teen Choice Awards           | Riverdale    | Mejor actriz de televisión de drama                        | Ganadora  | [ 4 ]  |
| 2020 | People's Choice Awards       | Riverdale    | La estrella de televisión del 2020                         | Nominada  | [ 79 ] |
| 2021 | Critics' Choice Super Awards | Riverdale    | Mejor Actriz en una Serie basada en Cómic                  | Nominada  | [ 80 ] |